# Khu công nghiệp Morowali
Khu công nghiệp Morowali là một khu công nghiệp ở huyện Morowali, Trung Sulawesi, Indonesia. Được điều hành bởi một liên doanh Trung Quốc–Indonesia, khu này chủ yếu là các ngành công nghiệp liên quan đến nickel.

## Mô tả
Khu công nghiệp có vị trí tại vùng Bahodopi thuộc huyện Morowali, Trung Sulawesi. Khu công nghiệp có diện tích 2.000 ha, phục vụ bởi một hải cảng, một sân bay và một nhà máy điện than 2 GW. Nó được quản lý bởi Khu công nghiệp PT Indonesia Morowali.

## Lịch sử
Morowali từng là nơi diễn ra hoạt động khai thác nickel bởi chi nhánh công ty Inco của Vale từ năm 1968. Vào tháng 8 năm 2013, Bộ Công nghiệp công bố kế hoạch phát triển một khu công nghiệp định hướng nickel ở huyện Morowali, ban đầu dự kiến đầu tư 1,5 tỷ USD và có diện tích 1.500 ha, điều hành liên doanh giữa một công ty Trung Quốc và Indonesia. Một biên bản ghi nhớ được ký kết giữa hai công ty vào tháng 10 năm 2013 và viên đá đầu tiên cho việc xây dựng khu công nghiệp được Bộ trưởng Bộ Công nghiệp Saleh Husin đặt vào ngày 5 tháng 12 năm 2014. Các công ty bắt đầu hoạt động từ tháng 4 năm 2015, cùng với việc Tổng thống Joko Widodo khánh thành một lò nấu luyện kim loại vào ngày 28 tháng 5 năm 2015.
Năm 2018, ước tính khu công nghiệp này đã sản xuất 50% sản lượng các sản phẩm nickel của Indonesia. Đây là khu công nghiệp nickel lớn nhất ở Indonesia, quốc gia này là nước sản xuất nickel hàng đầu thế giới.

## Lực lượng lao động
Vào tháng 3 năm 2022, xấp xỉ 56.000 người làm việc tại khu công nghiệp, trong đó có khoảng 5.000 người từ Trung Quốc đại lục tính đến năm 2020. Có khoảng 28.500 công nhân làm việc tại khu công nghiệp vào tháng 8 năm 2018, trong đó có khoảng 3.100 người lao động nước ngoài, không bao gồm ước tính khoảng 50.000 việc làm gián tiếp liên quan đến khu công nghiệp.

## Công nghiệp
Theo báo cáo có 18 công ty đang hoạt động trong khu công nghiệp với tổng vốn đầu tư 15,3 tỷ USD vào tháng 10 năm 2022, ban quản lý khu công nghiệp cho biết con số này sẽ tăng lên 40 tỷ USD vào năm 2025. Ước tính tổng năng suất chế tạo thép không gỉ tại khu công nghiệp là 3 triệu tấn mỗi năm. Sản phẩm từ khu công nghiệp chủ yếu là sản phẩm luyện kim, với kế hoạch phát triển thiết bị pin xe điện. Khu công nghiệp đạt 6,6 tỷ USD xuất khẩu cho Indonesia vào năm 2019.